# 大森彩乃
大森 彩乃（おおもり あやの、1978年7月4日 - ）は、日本の元女子プロレスラー。身長160cm、体重50kg、血液型O型。香川県丸亀市出身。吉本女子プロレスJd'のアストレス1期生。

## 経歴
アストレス1期生のオーディションに合格して2000年4月に入門し、11月に行われたプロテストに合格した。11月26日のディファ有明大会において、同じく1期生の賀川照子相手にデビュー戦が組まれていたが、賀川が負傷したことにより欠場。当時、引退状態だったジャガー横田が1日復活し、デビュー戦の相手を務める。以後、1期生のリーダー的存在としてアストレスを引っ張る形となる。
2001年11月4日の後楽園ホール大会では「格闘美トーナメント」決勝戦で東城えみを破り、優勝を果たす。
2002年1月に体調を崩してからは試合を欠場するようになり、以後は一度も復帰する事なく卒業目前の3月9日にJd'を退団し、そのまま引退する形となった。

## 得意技
- 鎌固め